# Yann Samuell

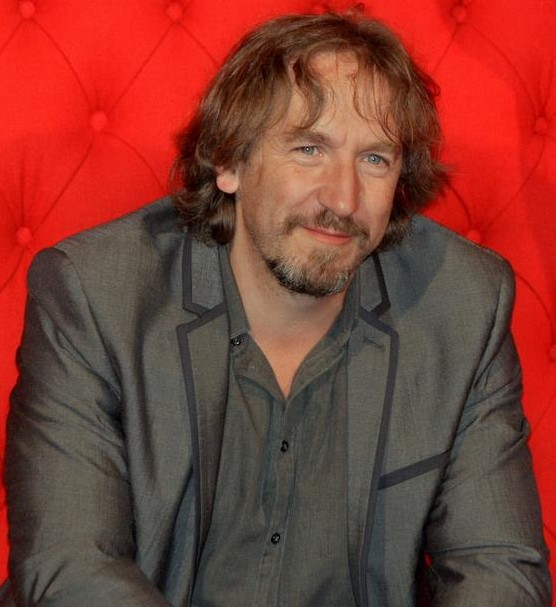
Yann Samuell 2012

Yann Samuell (Künstlername, laut Pass Yann Samuel Lebeaut, * 7. Juni 1965 in Frankreich) ist ein französischer Filmregisseur und Drehbuchautor.

## Leben
Nach dem Besuch der Filmschule wandte sich Samuell dem Kurzfilm zu. Aus dem Jahr 1994 stammt Mano-e-mano. Später arbeitete er im Bereich Dokumentarfilm. Sein Debüt als Spielfilm-Regisseur und Drehbuchschreiber war im Jahr 2003 der Film Liebe mich, wenn du dich traust (Jeux d’enfants). Die Hauptrollen spielten Guillaume Canet und Marion Cotillard. Die Musik schrieb Philippe Rombi. Sein zweiter Film im Jahr 2008 war My Sassy Girl – Unverschämt liebenswert, für den Victor Levin das Drehbuch schrieb.
2009 schrieb Samuell das Drehbuch zu dem Film Formosa Betrayed. 2010 erschien sein Film Vergissmichnicht (L’Âge de raison) mit Sophie Marceau. 2011 führte Samuell bei der Neuverfilmung von Der Krieg der Knöpfe Regie.

## Filmografie
- 2003: Liebe mich, wenn du dich traust (Jeux d’enfants)
- 2008: My Sassy Girl – Unverschämt liebenswert (My Sassy Girl)
- 2010: Vergissmichnicht (L’Âge de raison)
- 2011: Der Krieg der Knöpfe (La guerre des boutons)
- 2011: The Great Ghost Rescue (Fantômes et Compagnie)
- 2016: Das Gespenst von Canterville (Le fantôme de Canterville)